# 2095
2095 (ММХСV) е обикновена година, започваща в събота според Григорианския календар. Тя е 2095-та година от новата ера, деветдесет и петата от третото хилядолетие и шестата от 2080-те.